# Ramón Sierra Bustamante
Ramón Sierra Bustamante (Bilbao, 27 de mayo de 1898-Madrid, 20 de diciembre de 1988) fue un periodista, político, abogado y escritor español. A lo largo de su carrera llegó a dirigir y/o colaborar con varios periódicos.

## Biografía
Nacido en Bilbao el 27 de mayo de 1898, allí cursaría estudios de Derecho por la Universidad de Deusto. 
Se iniciaría en la política, llegando a ejercer como presidente de la «Juventud Monárquica» de Bilbao, en 1931, y presidente de Renovación Española en Guipúzcoa, en 1935. Por aquellas fechas —hacia 1934— también fue secretario de Propaganda de la plataforma Derecha de Cataluña. Aunque llegó a ejercer brevemente la abogacía, se dedicaría al periodismo. Corresponsal del diario Ya en Barcelona, a partir de 1935 asumió la dirección de El Diario Vasco de San Sebastián.
Tras el estallido de la Guerra civil las fuerzas sublevadas le designaron gobernador civil de Guipúzcoa, cargo que sin embargo solo desempeñaría durante un corto período. Tras la contienda ejerció como director de varios diarios: El Alcázar de Madrid, El Correo Español-El Pueblo Vasco de Bilbao o El Diario Vasco de San Sebastián. Además, colaboraría con otros diarios, como ABC, Informaciones o La Gaceta del Norte —donde trabajó como redactor—. En su faceta como escritor dejó varias obras.
Falleció en Madrid el 20 de diciembre de 1988.

## Obras
- —— (1941). Euskadi. De Sabino Arana a José Antonio Aguirre. Madrid: Editora Nacional.
- —— (1965). Don Juan de Borbón. Aguado Editores.
- —— (1967). Anales de la IV República española. Aguado Editores.
- —— (1967). Sinfonía bilbaina en tres tiempos. Bilbao: Ediciones de la Caja de Ahorros Vizcaína.